# Rafael Antonio Castellanos
Rafael Antonio Castellanos Quiroz (c. 1725-1791) fue un compositor y maestro de capilla preclásico guatemalteco.

## Biografía
Rafael Antonio Castellanos nació en la Ciudad de Santiago de Guatemala, hoy la Antigua Guatemala, hijo de Antonio Castellanos y Marcela de Quirós. Su educación musical estuvo a cargo de su tío Manuel José de Quirós, quien era el maestro de capilla de la catedral. El joven se inició como aprendiz, estudiando el violín, el arpa y la composición musical, además de todo lo necesario para poder ejercer la música litúrgica católica. Su Lamentación Segunda de Jeremías, de 1740, fue escrita cuando todavía era "menor discípulo" de Quirós, y revela una técnica y expresividad poco común para un joven aprendiz. En 1745 pasó a la categoría de oficial y entró a la agrupación catedrálica, llamada la capilla, como primer violín. En este período empezó a sobresalir como compositor, contribuyendo varias obras que fueron representadas durante los maitines, como "El Bonetero", estrenado para los maitines de Navidad de 1758 junto a "El Baratillo" de Quirós. En 1765 falleció Quirós, y Castellanos fue nombrado maestro de capilla por el cabildo eclesiástico. Entre sus obligaciones la principal era dirigir la música para vísperas, maitines y misas durante todo el año; además debía enseñar a los niños de coro y componer la música que fuera requerida para las diferentes ocasiones litúrgicas. Después del Terremoto de Santa Marta del 29 de julio de 1773 Castellanos y sus músicos permanecieron en la ciudad arruinada, junto al Arzobispo Pedro Cortés y Larraz, el clero y las órdenes religiosas. Finalmente tuvieron que encarar el traslado a la Nueva Guatemala de la Asunción en noviembre de 1779. Aquí se desempeñaron en locaciones provisionales, ya que la ciudad y sus principales edificios estaban aún en construcción. A pesar de las dificultades, Castellanos logró mantener el alto nivel musical que había mantenido en la antigua ciudad, ahora llamada la Antigua Guatemala o simplemente la Antigua. Cuando su salud se fue deteriorando por los rigores del clima y las dificultades de la vida, empezó a pasar temporadas en clima más cálido, a orillas del Lago de Amatitlán. Falleció a finales de julio de 1791, y fue sepultado a principios de agosto en la Iglesia de la Recolección.

## Obra
De su producción original, 176 obras han sido rescatadas y catalogadas. Todas son vocales, para una a ocho voces, con acompañamiento de dos violines y bajo continuo y la ocasional presencia de otros instrumentos, como pares de flautas, trompas, clarines y oboe. También usó instrumentos hoy caídos en desuso como bajón, salterio y viola de amor. Los géneros cultivados por Castellanos comprenden el villancico para todas las ocasiones del año litúrgico, así como cantatas y tonadas, todas para maitines. También compuso diversas obras litúrgicas en latín para vísperas y oficios de difuntos.
Cantadas
- Adalides bizarros, 1765
- Serafines alados, 1765
- Los aires con silbos, 1766
- Conformes los astros, 1767
- Todo era confusiones, 1767
- Oh qué asombro, 1770?
- Fénix raro, 1770?
- Arca misteriosa, 1770
- Céfiros blandos, 1771
- Por valles y por montes, 1771
- Gozosa está la Madre, 1771
- Si eres fénix sagrado, 1774
- Al Norte fija, 1780
- Dulces filomenas, 1780
- Albricias cuidadosas, 1780
- Bendito el Señor, 1787
- Resonad instrumentos, 1787
- Perlas suplicando, 1787
- Mil veces venturoso, 1788
- Qué es esto, 1788
- Roma es, Pedro, tu silla, 1789
- Esa ostia soberana, 1789
- Alma dichosa
- Cambiad el triste llanto, 1789
- Tus glorias se extienden
- Logre el triunfo
- Con repetidos gozos
- Cielos abra la esfera
- Ausente del alma mía
- Jilguerillos acordes

Composiciones sacras con textos en latín
- Aleph quomodo, 1740
- Dixit Dominus, 1770
- Invitatorio del 4º tono, 1772
- Invitatorio del 1º tono, 1774
- Invitatorio del 8º tono, 1774
- Incipit lamentationem, 1788
- Subvenite sancti Dei, 1788-89
- Liberame Domine de viis inferni, 1789
- Domine, quando veneris, 1789
- Qui Lazarum, 1789